# Seama (Nuevo México)
Seama es un lugar designado por el censo ubicado en el condado de Cíbola en el estado estadounidense de Nuevo México. En el Censo de 2010 tenía una población de 465 habitantes y una densidad poblacional de 28,73 personas por km².

## Geografía
Seama se encuentra ubicado en las coordenadas 35°2′47″N 107°31′39″O / 35.04639, -107.52750. Según la Oficina del Censo de los Estados Unidos, Seama tiene una superficie total de 16.19 km², de la cual 16.17 km² corresponden a tierra firme y (0.08%) 0.01 km² es agua.

## Demografía
Según el censo de 2010, había 465 personas residiendo en Seama. La densidad de población era de 28,73 hab./km². De los 465 habitantes, Seama estaba compuesto por el 2.58% blancos, el 0% eran afroamericanos, el 95.27% eran amerindios, el 0% eran asiáticos, el 0% eran isleños del Pacífico, el 0.22% eran de otras razas y el 1.94% pertenecían a dos o más razas. Del total de la población el 5.81% eran hispanos o latinos de cualquier raza.